# 大謝伊卡鄉

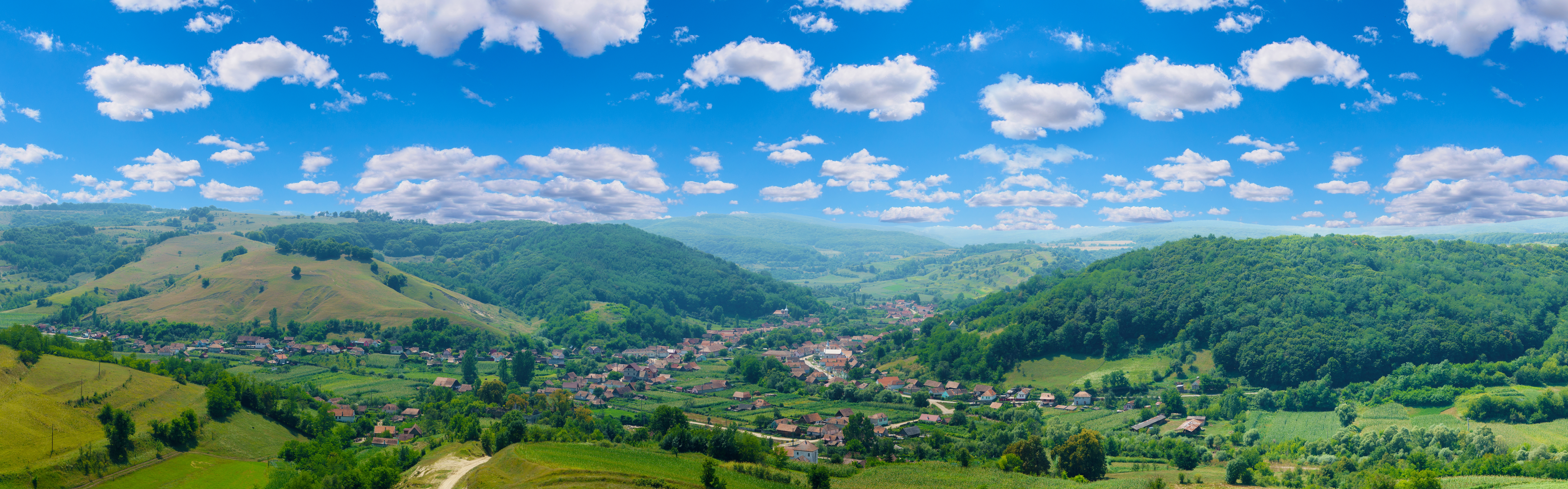

46°01′N 24°09′E / 46.017°N 24.150°E
大謝伊卡鄉（羅馬尼亞語：Comuna Șeica Mare, Sibiu），是羅馬尼亞的鄉份，位於該國中部，由錫比烏縣負責管轄，面積120平方公里，海拔高度438米，2007年人口4,914，人口密度每平方公里41人。

## 友好城市
- 法國 阿西涅